# Laumių miškas
Laumių miškas este o arie protejată (arie specială de conservare — SAC, sit de importanță comunitară — SCI) din Lituania întinsă pe o suprafață de 254 ha, integral pe uscat.

## Localizare
Centrul sitului Laumių miškas este situat la coordonatele 56°12′08″N 21°52′15″E / 56.2022°N 21.8708°E.

## Înființare
Situl Laumių miškas a fost declarat sit de importanță comunitară în octombrie 2008 pentru a proteja 10 specii de animale. Situl a fost protejat și ca arie specială de conservare în aprilie 2018.

## Biodiversitate
Situată în ecoregiunea boreală, aria protejată conține 5 habitate naturale: Pajiști aluvionare boreale nordice, Taiga vestică, Păduri fino-scandinave bogate în ierburi cu Picea abies, Păduri caducifoliate de mlaștină fino-scandinave, Păduri aluvionare cu Alnus glutinosa și Fraxinus excelsior (Alno-Padion, Alnion incanae, Salicion albae).
La baza desemnării sitului se află mai multe specii protejate:
- păsări (8): cocoșul de mesteacăn (Bonasa bonasia), barză albă (Ciconia ciconia), erete de stuf (Circus aeruginosus), ciocănitoare neagră (Dryocopus martius), sfrâncioc roșiatic (Lanius collurio), ciocârlie de pădure (Lullula arborea), viespar (Pernis apivorus), ciocănitoare verzuie (Picus canus)
- amfibieni (1): triton cu creastă (Triturus cristatus)
- mamifere (1): vidră de râu (Lutra lutra)

Pe lângă speciile protejate, pe teritoriul sitului au mai fost identificate 4 specii de plante, 1 specie de amfibieni, 1 specie de mamifere.